# Macrocera aquilonia
Macrocera aquilonia is een muggensoort uit de familie van de Keroplatidae. De wetenschappelijke naam van de soort is voor het eerst geldig gepubliceerd in 1945 door Stackelberg.